# Österäng och Högdalen
Österäng och Högdalen var 1990 en av SCB avgränsad och namnsatt småort i Haninge kommun i Stockholms län. Den omfattade bebyggelse i områdena Österäng och Högdalen i östra Vendelsö. Området hade vid klassningen 1995 växt samman med tätorten Stockholm och därefter existerar det ingen bebyggelseenhet med detta namn.